# RTVE
«Корпорасьо́н де Ра́дио и Телевисьо́н Эспаньо́ла, С. А.», Испанская радиовещательная и телевизионная корпорация (исп. Corporación de Radio y Televisión Española, S. A., сокращённо RTVE) — испанская государственная телерадиокомпания.

## История

### Союз радио (1924—1940)
В 1924 году был создан «Союз радио» (Unión Radio), который запустил первый в Испании радиоканал — «Радио Барселоны» (Radio Barcelona).

### Главное управление радиовещания и телевидения (1956—1980)
24 августа 1936 года Фаланга запустила на средних волнах региональную радиостанцию La Voz de Valladolid положив тем самым начало радиосети Red de Emisoras del Movimiento. 19 января 1937 года фалангистским правительством в противовес продемократическому Союзу радио было основано Национальное радио Испании (Radio Nacional de España, RNE) которое запустило на длинных волнах одноимённый радиоканал. 11 августа 1953 года фалангистский профцентр запустил на средних волнах радиосеть Cadena de Emisoras Sindicales. Год спустя фалангистская молодёжная организация на средних волнах запустила радиостанцию Cadena Azul de Radiodifusión. 28 октября 1956 года было создано Испанское телевидение (Televisión Española, TVE), которое запустило одноимённый канал, которое было объединено с RNE в Главное управление радиовещания и телевидения (Dirección General de Radiodifusión y Televisión). 22 ноября 1965 года RNE запустила второй радиоканал получивший название «Вторая программа» (Segundo Programa). 15 ноября 1966 года TVE запустило второй телеканал — Второй канал (Segunda Cadena), канал TVE стал называться — «Первый канал» (Primera Cadena). 4 декабря 1978 года Cadena Azul de Radiodifusión, Cadena de Emisoras Sindicales и Red de Emisoras del Movimiento были объединены в Radiocadena Española. 1 июля 1979 года RNE запустило «Третью программу» (Tercer Programa).

### Государственное учреждение испанского радио и телевидения (1980—2007)
В 1980 году Главное управление радиовещания и телевидения было переименовано в Государственное учреждение Испанского радио и телевидения (Ente Público Radiotelevisión Española). В 1988 году первая программа RNE стала называться «RNE 1», вторая программа RNE — «RNE 2», третья программа RNE — «RNE 3». В 1992 году RNE запустило радиоканал — «RNE 4». 19 апреля 1994 года Radiocadena Española была закрыта, на её частотах RNE запустила радиостанцию RNE 5. В том же году RNE 2 было переименовано в Radio Clásica. 12 февраля того же года TVE запустила телеканал Teledeporte, а 10 октября — Docu TVE. В 1997 году TVE запустила телеканал 24 Horas. В 1999 году «RNE 1» было переименовано в «Radio 1», «RNE 3» — «Radio 3», «RNE 4» — «Radio 4». 

### Испанское радио и телевидение (с 2007)
В 2007 года Государственный институт испанского радио и телевидения было ликвидирован, а на его базе было создано ныне существующее анонимное общество. В 2008 первый канал стал называться «La 1», второй канал — «La 2». 6 августа 2008 года RTVE в стандарте разложения 720p запустила телеканал TVE HD. В том же году RNE Radio 1 было переименовано в Radio Nacional. 23 апреля 2009 года Docu TVE был заменён телеканалом Cultural·es. 3 апреля 2010 года прекратили вещание аналоговые дубли всех телеканалов RTVE, 15 октября 2014 года Radio Exterior de España прекратило вещание на коротких волнах. 1 января 2011 года Cultural·es был закрыт. 31 декабря 2013 года TVE HD был разделён на La 1 HD и Teledeporte HD.

## Телеканалы и радиостанции

### Общенациональные телеканалы общей тематики
- La 1 — информационно-развлекательный телеканал
  - Telediario — информационная программа
- La 2 — развлекательно-информационный телеканал

Доступны через эфирное (цифровое (DVB-T) на ДМВ, ранее — аналоговое (PAL) на МВ и ДМВ) (в большинстве населённых пунктов Испании на первых двух каналах), кабельное, спутниковое телевидение (цифровое (DVB-S) на СМВ, ранее — аналоговое (PAL) на СМВ) (в большинстве стран Европы), IPTV, а также через Интернет на сайте RTVE.

### Международные телеканалы
- TVE Internacional — телевизионное вещания для испанцев проживающих за рубежом

Доступен через спутниковое телевидение (цифровое (DVB-S) на СМВ, ранее — аналоговое (PAL) на СМВ) (во всём мире(и Интернет.

### Тематические общенациональные телеканалы
- Canal 24 Horas — информационный канал
- Teledeporte — спортивный канал
- Clan — детский канал

Доступны через эфирное (цифровое (DVB-T) на ДМВ) (в большинстве населённых пунктов Испании), кабельное, спутниковое телевидение (цифровое (DVB-S) на СМВ) (в большинстве стран Европы) и IPTV на второстепенных каналах.

### Общенациональные радиостанции общей тематики
- Radio Nacional — общая
- Radio Clásica — музыкальная
- Radio 3 — культура
- Radio 4 — общая для Каталонии
- Radio 5 — информационная радиостанция

Доступны через эфирное радиовещание (цифровое (DAB) на МВ и аналоговое на УКВ CCIR, RTVE Radio 1 также на СВ), эфирное (цифровое (DVB-T) на ДМВ), кабельное, спутниковое телевидение (цифровое (DVB-S) на СМВ) (в большинстве стран Европы), IPTV и интернет.

### Международные радиостанции
- Radio Exterior de España — сеть международных радиоблоков на:
  - испанском
  - английском
  - французском
  - португальском
  - русском
  - арабском
  - сефардском

Доступны через спутниковое телевидение (цифровое (DVB-S) на СМВ, ранее — аналоговое (PAL) на СМВ) (во всём мире) и Интернет, ранее через эфирное радиовещание (аналоговое на КВ).

### Телетекст
- Teletexto TVE

Доступен на общих частотах со всеми телеканалами.

### RTVE в Интернете
- Сайт RTVE
- Страница RTVE в youtube
- Страница RTVE в facebook и страницы радиостанций RTVE на facebook
- Страница RTVE в facebook и страницы всех телеканалов и радиостанций в twitter

## Название
В прошлом, до реорганизации в корпорацию, называлась Радиотелевисьо́н Эспаньо́ла (исп. Ente Público Radiotelevisión Española; «Общественное образование Испанское радиотелевидение»).

## Цифровое вещание RTVE

### Цифровое телевидение RTVE
- Мультиплекс RGE 1 включает в себя La 1, La 2, Clan, 24 Horas, Radio Nacional, Radio 5 и Radio Exterior[3]
- Мультиплекс RGE 2 включает в себя Teledeporte, Teledeporte-HD, La 1 HD, Radio Clásica HQ и Radio 3 HQ

### Цифровое радио RTVE
- Мультиплексы 9D и 10A включают в себя Radio Nacional, Radio 5 Todo Noticias и коммерческие радиостанции
- Мультиплекс 11B включает в себя Radio Nacional, Radio Clásica, Radio 3, Radio Exterior и коммерческие радиостанции

## Управление и финансирование
Высший орган управления — Административный совет (Consejo de Administración), половина членов которого назначается Сенатом, половина — Конгрессом Депутатов, исполнительный орган — Руководящий комитет (Comité de Dirección), высшее должностное лицо — Президент (Presidente), существует также общественный наблюдательный орган — Совет заседателей (Consejeros Asesores), 5 членов которого назначается профцентром, 5 — Институтом Испании, 5 — Правительством, 5 — другими общественными организациями. Музыкальное производство для RTVE осуществляет — Симфонический оркестр Испанского радио и телевидения.
Статья 3 Закона 17/2006 от 5 июня о радио и телевидении в государственной собственности предусматривает, что при осуществлении своей функции предоставления общественных услуг RTVE должна будет, среди прочего:
- Повышать осведомленность о конституционных принципах и гражданских ценностях и пропагандировать их.
- Гарантировать объективную, точную и разнообразную информацию.
- Содействовать демократическому обсуждению и свободному выражению мнений.
- Содействовать территориальной сплоченности, языковому и культурному многообразию и разнообразию Испании.
- Предоставлять возможность смотреть различные жанры передач, учебные, общественные, культурные и спортивные мероприятия, ориентированные на все категории зрителей, обращая внимание на темы, привлекающие особый интерес общества.
- Иметь своей целью служение как можно более широкой аудитории, обеспечивая максимальную непрерывность и максимальный социально-географический охват при стремлении к качеству, разнообразию, новым технологиям и соответствию этическим требованиям.

C 1 мая 2010 года вошёл в действие закон, по которому корпорация RTVE и её дочерние компании не смогут больше транслировать рекламу, телемагазины и, если такие были, программы с условным доступом. Расходы RTVE покрываются из государственного бюджета и за счёт дополнительных налогов: 0,9 % на выручку телефонных компаний, 3 % на выручку от частного бесплатного и 1,5 % от частного платного телевидения.
Является действующим членом Европейского вещательного союза.